# Skalka (ort i Tjeckien, Olomouc)
Skalka är en ort i Tjeckien.   Den ligger i regionen Olomouc, i den östra delen av landet, 210 km öster om huvudstaden Prag. Skalka ligger 221 meter över havet och antalet invånare är 237.
Terrängen runt Skalka är huvudsakligen platt, men västerut är den kuperad. Runt Skalka är det ganska tätbefolkat, med 160 invånare per kvadratkilometer. Närmaste större samhälle är Prostějov, 8,7 km nordväst om Skalka. Trakten runt Skalka består till största delen av jordbruksmark.